# Barleria spinisepala
Barleria spinisepala là một loài thực vật có hoa trong họ Ô rô. Loài này được E.A.Bruce mô tả khoa học đầu tiên năm 1932.